# Likoma (bướm đêm)
Likoma là một chi bướm đêm thuộc họ Sphingidae.

## Các loài
- Likoma apicalis - (Rothschild & Jordan 1903)
- Likoma crenata - Rothschild & Jordan 1907